# Jason Reitman
Jason Robert Reitman (ur. 19 października 1977 w Montrealu) – kanadyjski aktor filmowy, reżyser, scenarzysta i producent. Reżyser m.in. Dziękujemy za palenie i Juno. Syn aktora, reżysera i producenta Ivana Reitmana.
W marcu 2006, wraz z partnerem Danielem Dubieckim, Reitman założył firmę produkcyjną „Hard C Productions”.

## Reżyseria

### Filmy krótkometrażowe
- 1998: Operation
- 1999: H@
- 2000: In God We Trust
- 2001: Gulp
- 2002: Uncle Sam
- 2004: Consent

### Film pełnometrażowe
- 2005: Dziękujemy za palenie (Thank You for Smoking)
- 2007: Juno (Juno)
- 2009: W chmurach (Up in the Air)
- 2009: Kobieta na skraju dojrzałości (Young Adult)
- 2013: Długi, wrześniowy weekend (Labor Day)
- 2014: Uwiązani (Men, Women & Children)
- 2018: Tully (Tully)
- 2018: Pewny kandydat. Jak nie zostać prezydentem (The Front Runner)
- 2021: Pogromcy duchów: Dziedzictwo (Ghostbusters: Afterlife)
- 2024: Saturday Night